# Henry Deutsch de La Meurthe
Pour les autres membres de la famille, voir Famille Deutsch de la Meurthe.
Salomon Henry Deutsch de La Meurthe (La Villette, 25 septembre 1846 – Ecquevilly, 24 novembre 1919) est un industriel et mécène français.

## Biographie
Né à La Villette dans la Seine, il est le fils d'Alexandre Deutsch et de son épouse, née Émilie Picard, tous les deux d'origine juive.
En 1877, il devient associé avec son frère Émile de l'entreprise familiale Les fils de A. Deutsch, qu'ils font prospérer et qui devient la société des Pétroles Jupiter (1922) puis Shell France après une fusion avec la Shell en 1948.
Il fonde l'Automobile Club de France en 1895 avec, entre autres, le comte de Dion, le baron de Zuylen et Paul Meyan, puis l'Aéro-Club de France en 1898 avec notamment Ernest Archdeacon. Il en sera président de février 1913 au 24 novembre 1919.

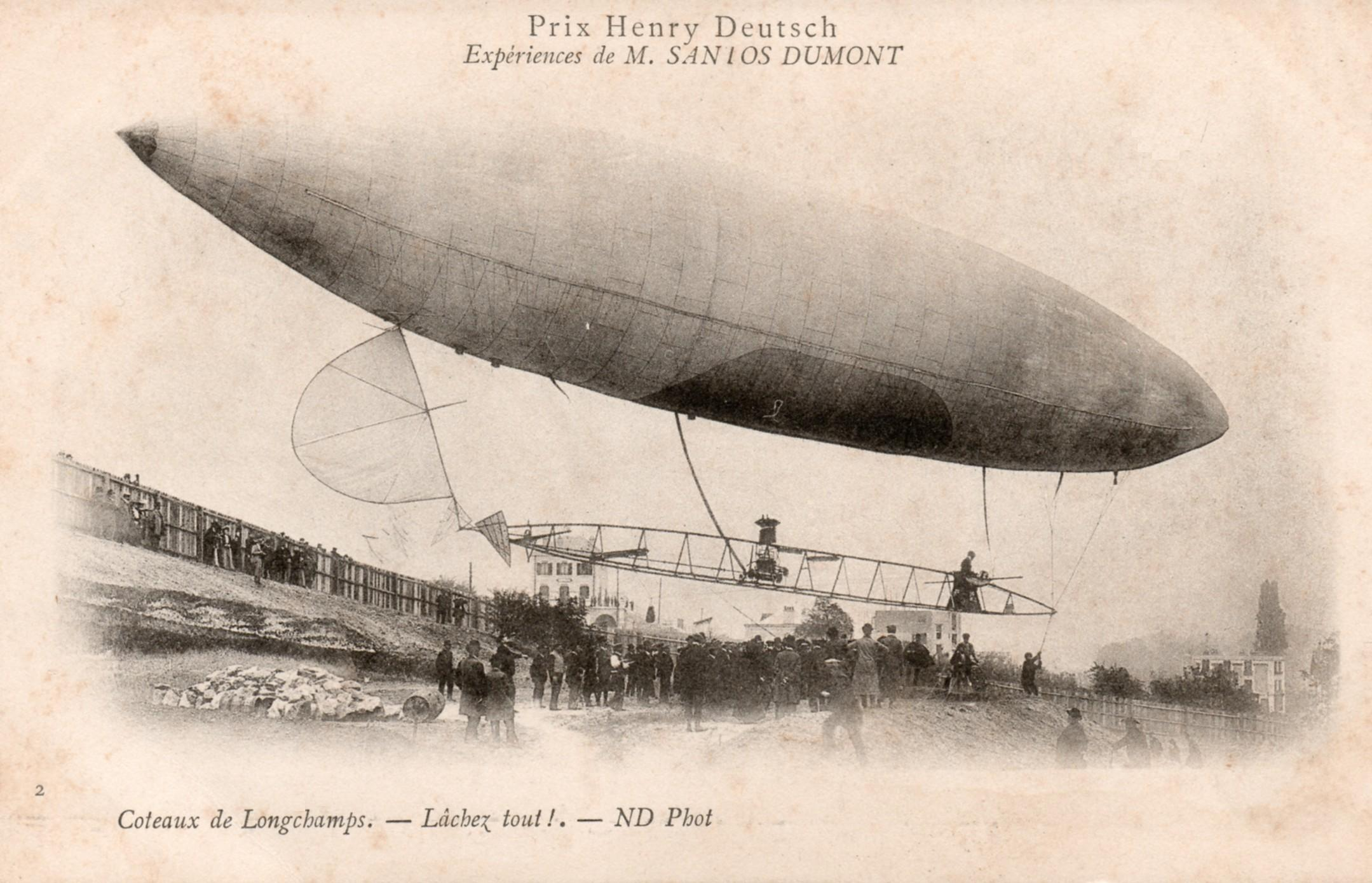
Dirigeable Santos-Dumont en 1901.

En avril 1900, Henry Deutsch de La Meurthe offre un prix de 100 000 FRF (environ 320 000 euros) à la première machine volante capable de parcourir le trajet aller-retour entre Saint-Cloud et la tour Eiffel (environ 10 km) en moins de 30 minutes, ceci avant octobre 1904. Fin septembre 1901, Santos-Dumont réussit l’exploit avec son dirigeable no 6, en 29 minutes et 42 s.
Toujours avec Ernest Archdeacon, il crée en 1904 un prix de 50 000 FRF (le Grand Prix d'Aviation (de)) destiné au premier vol d’un plus lourd que l’air sur un kilomètre en circuit fermé. Il sera remporté dès le 13 janvier 1908 par Henri Farman.
Le 25 août 1906, Henry Deutsch de La Meurthe fonde un prix d'aviation s'élevant à 20 000 francs : à savoir une course sur le circuit Saint-Germain, Senlis, Meaux, Melun, Saint-Germain ouverte à n'importe quel engin volant. Outre la somme d'argent, le vainqueur recevra une coupe valant 10 000 francs.
Il participe à la fondation, à l'initiative de Lazare Weiller, de la Compagnie générale de navigation aérienne (1908), qui achète les brevets des frères Wright. Elle organisera les vols de démonstration du Flyer Model A piloté par Wilbur Wright au Mans, à partir du 8 août 1908.

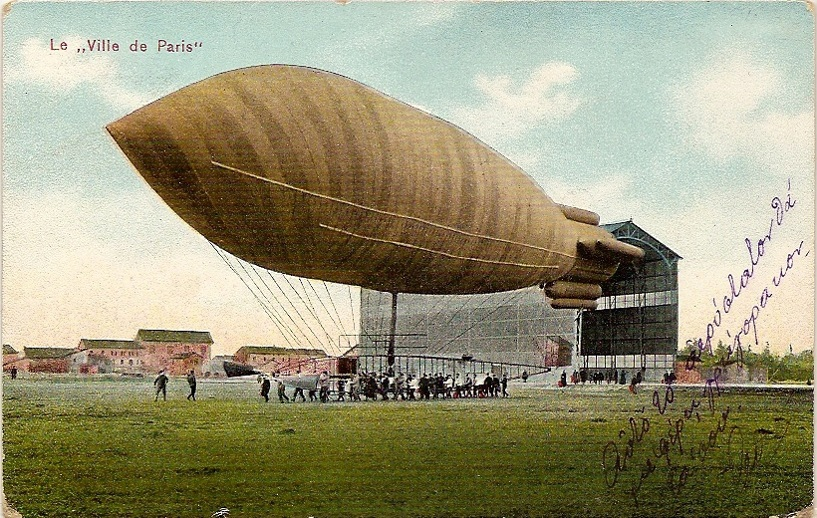
Dirigeable Ville de Paris construit pour Henry Deutsch de la Meurthe par Édouard Surcouf (1906).

Il se fait construire plusieurs aérostats par Édouard Surcouf à partir de 1904 puis il investit dans les constructeurs aéronautiques Astra (1909), puis Nieuport (1911), et devient président de la société Nieuport-Astra. Son gendre Gaston Gradis lui succéda.
À la fin du mois de mai 1909, Henry Deutsch de La Meurthe offre à l'université de Paris une somme de 500 000 FRF et une rente annuelle de 15 000 FRF sa vie durant pour être affectées à la création et à l'entretien d'un Institut aérotechnique où seraient poursuivies les recherches théoriques et pratiques tendant au perfectionnement des engins de la locomotion aérienne sous toutes ses formes. Il deviendra l'Institut aérotechnique de Saint-Cyr-l'École, intégré au Conservatoire national des arts et métiers.

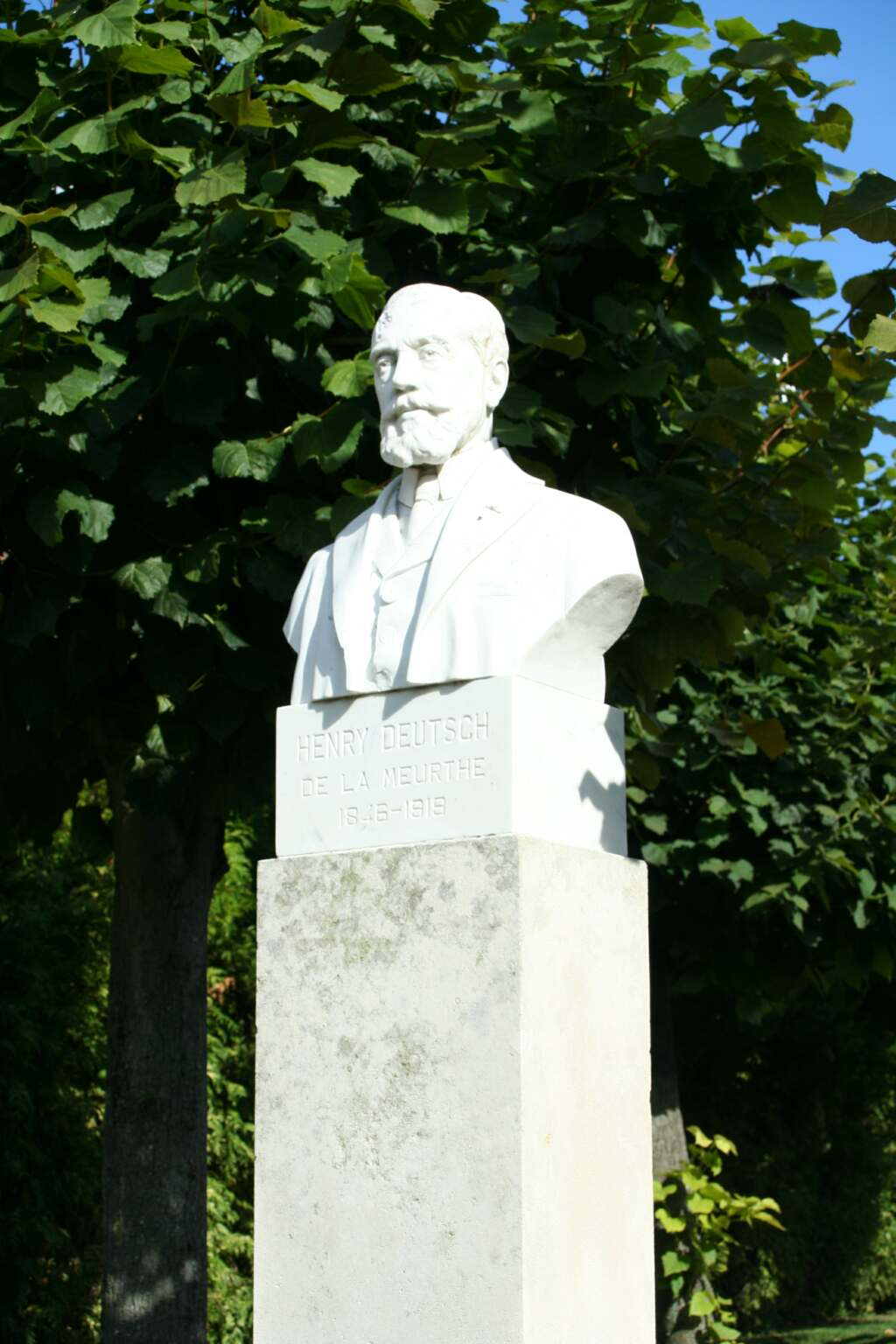
Buste d'Henry Deutsch de la Meurthe à Ecquevilly.

En 1910 est créé le prix Henry-Deutsch-de-La-Meurthe à l'Académie des sports (dont il est membre dès les années 1900). Doté alors de 25 000 franc-or, il est destiné à récompenser l’auteur d’un fait accompli pouvant entraîner un progrès matériel, scientifique ou moralisateur pour l’humanité. Il peut être attribué pour un fait accompli soit en France par un Français ou un étranger, soit à l’étranger par des Français seulement. Ce prix est toujours décerné de nos jours ; par exemple, il a été attribué en 2004 à Michel Desjoyeaux (voile), ou, en 2007, à Sébastien Loeb (rallye automobile).

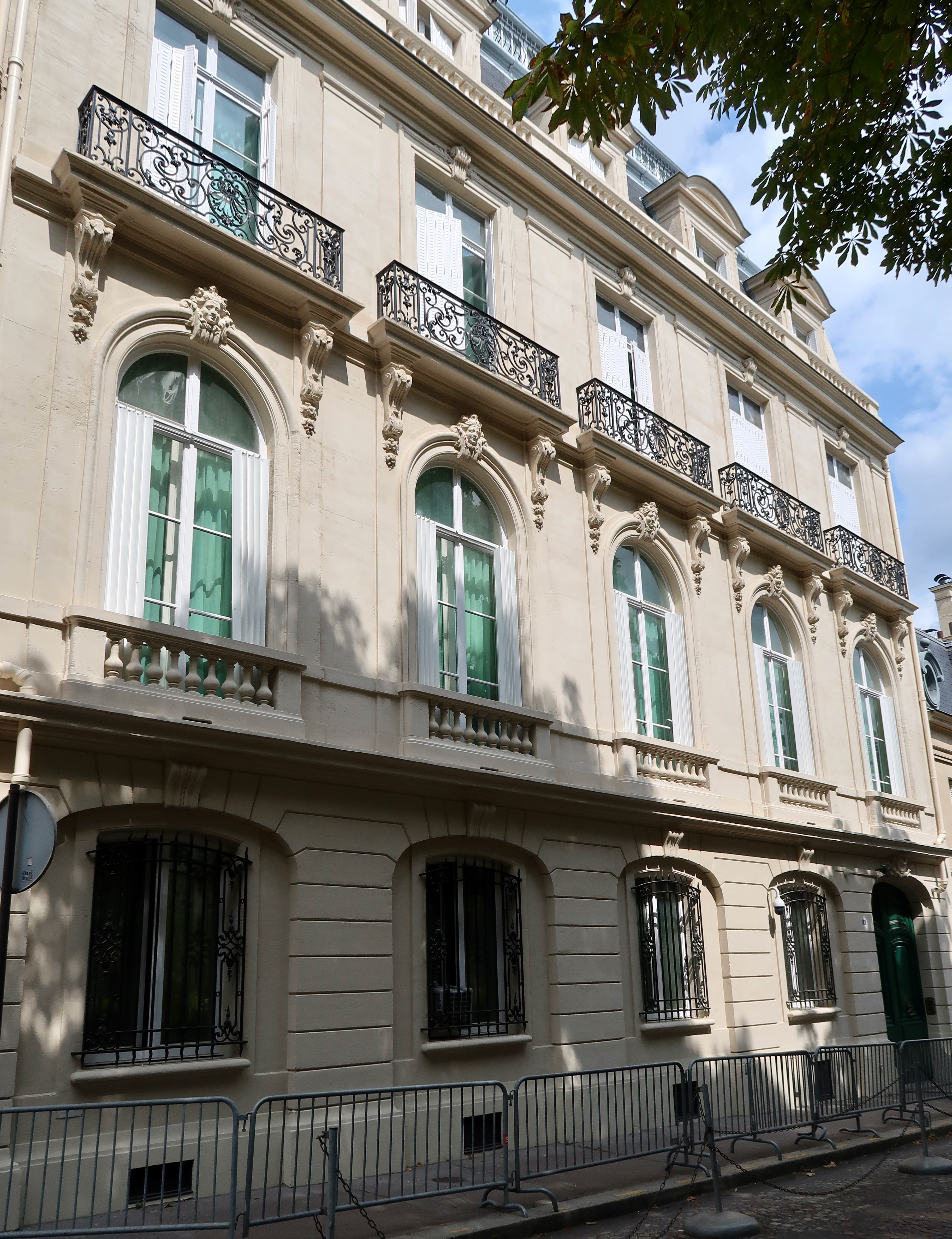
Hôtel particulier d'Henry Deutsch de la Meurthe au 4 place des États-Unis.

En 1910, Henry Deutsch de La Meurthe finance le Prix de la traversée de l’estuaire de la Seine, doté d'un objet d'art et de 10 000 francs. Le gagnant étant celui qui réalisera le plus de traversées entre les villes de Trouville-sur-Mer et Le Havre en aéroplane.
Le 21 mai 1911, il est blessé par l'avion de Louis Émile Train lors du départ de la course aérienne Paris-Madrid.
Chevalier de la Légion d’honneur depuis 1889, il est nommé commandeur de l’ordre le 20 avril 1912.
Henry Deutsch de La Meurthe fut membre du conseil d'administrateur du Conservatoire national des arts et métiers, de la Commission de la navigation aérienne du ministère des Travaux publics et de la Commission de répartition de la navigation aérienne.
Marié à Marguerite Raba, fille d'Edmond Raba et de Betty Javal-Halphen, et belle-sœur d'Albert Ellissen, il est le père de Suzanne, de Betty (épouse Arthur Weisweiller) et de Georgette (épouse Gaston Gradis).
Il meurt le 24 novembre 1919 au château de Romainville à Ecquevilly (Seine-et-Oise).

## Décorations

### Décoration française
- Commandeur de la Légion d'honneur (décret du 20 novembre 1912)
  -  Officier de la Légion d'honneur par décret du 11 octobre 1906
  -  Chevalier de la Légion d'honneur par décret du 29 octobre 1889

### Décorations étrangères
Commandeur de l'ordre de François-Joseph (Autriche-Hongrie).
 Commandeur de l'ordre d'Isabelle la Catholique (Espagne).